# Pareutetrapha olivacea
Pareutetrapha olivacea là một loài bọ cánh cứng trong họ Cerambycidae.